# 캐시 크라이너
캐서린 "캐시" 크라이너필립스(영어: Katharine "Kathy" Kreinerr-Phillips, 1957년 5월 4일~)는 캐나다의 알파인 스키 선수이다. 1976년 동계 올림픽 대회전 금메달을 획득했다.
언니인 로리도 캐나다 국가대표 알파인 스키 선수로 활동했다.